# Иоанн Креститель (Леонардо да Винчи)
«Иоанн Креститель» — картина, принадлежащая кисти представителя итальянского Возрождения Леонардо да Винчи. Это произведение относится к позднему периоду творчества художника.

## Описание
Глухой фон, лишенный пейзажа, столь характерного для работ эпохи Возрождения вообще (например, «Женский портрет» Нероччо де Ланди) и Леонардо да Винчи в частности («Мона Лиза»), целиком концентрирует внимание зрителя на фигуре Иоанна Крестителя, которую обволакивает доведённое до совершенства тающее сфумато.
Изображение святого снабжено традиционной атрибутикой: тонкий тростниковый крест, длинные волосы, одежды из шерсти. Пересечение диагоналей корпуса тела и правой руки усиливает мотив креста, который едва заметно написан художником.
Традиционным для изображений Иоанна Крестителя считается и жест правой руки, направленный вверх. Впрочем, этот жест в определенном смысле является традиционным и для творчества Леонардо, его можно обнаружить в ряде законченных произведений («Тайная вечеря», «Мадонна в скалах», «Мадонна с Младенцем» (1510) и др.), а также набросков.
- Леонардо да Винчи. Тайная вечеря (фрагмент)
- Леонардо да Винчи. Мадонна в скалах (фрагмент)
- Леонардо да Винчи. Св. Анна с Марией и Младенцем Христом
- Леонардо да Винчи. Мадонна с веретеном

Изнеженность Св. Иоанна, граничащая с женоподобием, мягкая улыбка, взгляд, вьющиеся кольцами волосы свидетельствуют о вырождении в творчестве мастера принципов классического стиля. Леонардо да Винчи здесь выступает как инициатор маньеризма.
Поскольку моделью для «Иоанна Крестителя», как и «Вакха», вероятнее всего послужил Салаи, очевидно, что «предательская улыбка», по словам У. Пейтера, «выдаёт мысли, далеко не исчерпывающиеся внешним жестом или обстановкой».

## Владельцы
Похоже, что Леонардо привёз с собой «Иоанна Крестителя» во Францию, когда в 1516 году он поселился в замке Клу. По крайней мере известно, что 10 октября 1517 году он показывает картину «молодого Иоанна Крестителя» (вместе со Святой Анной и Джокондой) кардиналу Арагонскому. Скорее всего, все три картины были куплены Франциском I в 1518 году, об этом косвенно свидетельствует документ об уплате ученику Леонардо крупной суммы «за несколько картин, проданных королю» («pour quelques tables de paintures qu’il a baillées au Roy»). Другое косвенное свидетельство наличия «Иоанна» в королевской коллекции — «Портрет Франциска I в виде Иоанна Крестителя» Жана Клуэ (также в коллекции Лувра), написанный в 1518—1520 годах и явно вдохновлённый картиной Леонардо.
Затем картина покинула королевскую коллекцию, обстоятельства её продажи не известны. В 1620-х годах она оказывается у герцога Льянкурского, одного из самых крупных коллекционеров французской живописи своей эпохи.
Герцог подарил картину английскому королю Карлу I — скорее всего в 1630-х годах, возможно к рождению наследника престола. Вскоре после казни Карла I (1649 год) картина была куплена Эверхардом Ябахом, который перепродал её в 1662 году Людовику XIV. Больше картина не покидала французской королевской коллекции и вместе с нею была унаследована Лувром.